# Love Is Everything
Love Is Everything è il ventisettesimo album in studio del cantante di musica country statunitense George Strait, pubblicato nel 2013.

## Tracce
1. I Got a Car – 4:32 (Tom Douglas, Keith Gattis)
2. Blue Melodies – 4:26 (Gattis, Wyatt Earp)
3. Give It All We Got Tonight – 4:11 (Mark Bright, Tim James, Phil O’Donnell)
4. I Just Can't Go On Dying Like This – 3:57 (George Strait)
5. I Thought I Heard My Heart Sing – 2:59 (L. Russell Brown, Bill Kenner)
6. That's What Breaking Hearts Do – 3:30 (G. Strait, Bubba Strait)
7. When Love Comes Around Again – 3:33 (Monty Holmes, Donny Kees, Jeff Silvey)
8. The Night Is Young – 3:32 (Dean Dillon, B. Strait, G. Strait)
9. Sittin' on the Fence – 3:27 (Gattis, Roger Creager)
10. I Believe – 3:46 (Dillon, B. Strait, G. Strait)
11. Love Is Everything – 3:07 (Pat McLaughlin, Casey Beathard)
12. You Don't Know What You're Missing – 3:43 (Al Anderson, Chris Stapleton)
13. When the Credits Roll – 3:18 (Steve Bogard, Kyle Jacobs, Randy Montana)